# Dorit Margreiter
Dorit Margreiter (* 1967 in Wien) ist eine österreichische Fotografin sowie Video- und Installationskünstlerin.

## Leben und Wirken
Dorit Margreiter studierte von 1988 bis 1992 an der Universität für Angewandte Kunst Wien. 1995/1996 war sie artist in residence in Fujino/Japan. Von 1997 bis 1998 nahm sie am Internationalen Atelierprogramm des Künstlerhauses Bethanien in Berlin teil. 2001 war sie artist in residence am MAK Center for Art and Architecture/artist in residence, Los Angeles.
Dorit Margreiter thematisiert in ihrer künstlerischen Arbeit das Spannungsverhältnis von Privatem und Öffentlichem, von Innen und Außen und zeigt in ihren Videofilmen das Verhältnis von Film und Fernsehen zu architektonischen und sozialen Raumvorstellungen auf.
Für ihren Auftritt auf der 53. Biennale Venedig 2009 hatte sie einen Seitenflügel des österreichischen Pavillons zu einem Kino umbauen lassen und ihn gleichzeitig als Drehort für einen dort gezeigten Stummfilm verwendet (Pavillon, 2009 35mm, s/w, Stumm, 8min). „Ich wollte diesen Raum, der wie ein historisches Gartenhaus erscheint, aber als zeitgenössischer Ausstellungsraum völlig ungeeignet ist, als filmischen und skulpturalen Raum untersuchen. Dabei hat mich vor allem die Architektur des Pavillons mit ihren spektakulären Lichtspielen interessiert.“
Margreiter hat an der Akademie der Bildenden Künste Wien eine Professur für Video und Videoinstallation inne. Sie lebt und arbeitet in Wien.

## Auszeichnungen
- 1994 Staatsstipendium für bildende Kunst
- 2001 Georg-Eisler-Preis
- 2002 Otto-Mauer-Preis[3][4]
- 2003 Preis der Stadt Wien für bildende Kunst
- 2004 Preis der Telekom Austria
- 2004 Blinky Palermo Stipendium Leipzig
- 2016 Österreichischer Kunstpreis für Video und Medienkunst

## Ausstellungen
- 1993 Mein Schlafzimmer in Prag, Forum Stadtpark Prag
- 1994 Oh Boy, It's a Girl! MuseumsQuartier Wien (auch Kunstverein München)
- 1999 Moving Images. Galerie für Zeitgenössische Kunst, Leipzig
- 2002 Routes – Imaging travel and migration, Grazer Kunstverein
- 2004 SHAKE Linz&Nice – Staatsaffäre, OK Centrum für Gegenwartskunst, Linz
- 2006 Dorit Margreiter >Analog<, Galerie für Zeitgenössische Kunst, Leipzig[5]
- 2008 Painting the Glass House Yale School of Architecture, New Haven (auch Aldrich Contemporary Art Museum, Ridgefield)
- 2009 53. Biennale Venedig 2009 (Österreichischer Pavillon)
- 2011 Description Museo Nacional Centro de Arte Reina Sofia Madrid
- 2012 Performing Histories Museum of Modern Art New York
- 2019 Really! Museum Moderner Kunst Stiftung Ludwig Wien (mumok)